# Chiemsee-Alpenland

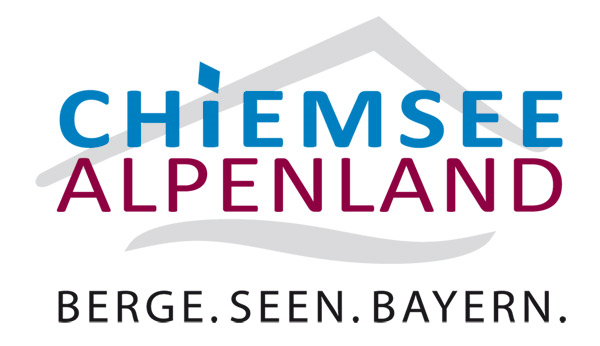
Offizielles Logo Chiemsee-Alpenland Tourismus GmbH & Co. KG

Chiemsee-Alpenland ist seit 2010 eine landespolitisch geförderte Kennzeichnung des Landkreises Rosenheim inklusive der kreisfreien Stadt Rosenheim als Tourismusregion, die vom Tourismusverband Chiemsee-Alpenland Tourismus GmbH & Co. KG organisiert wird. Eine solche Kennzeichnung einzelner oder mehrerer Kommunen als Tourismusregion wird im Rahmen des Landesentwicklungsprogramms Bayern (LEP) seit 2006 vom Bayerischen Landesamt für Statistik auf der Karte „Tourismusregionen* in Bayern“ vorgenommen.

## Lage
Die als „Chiemsee-Alpenland“ bezeichnete Tourismusregion erstreckt sich über das Rosenheimer und Wasserburger Land, Teile des Chiemgaus, des bayerischen Inntals sowie des Mangfalltals. Sie grenzt an die Landkreise Ebersberg, Miesbach, Mühldorf am Inn, München und Traunstein sowie im Süden an Tirol in Österreich. Im Süden liegen die Chiemgauer Alpen sowie das Mangfallgebirge.
Die kleinste Gemeinde dieser Region ist Chiemsee mit den beiden Inseln Herren- und Frauenchiemsee. Die einwohnerstärkste Kommune ist die kreisfreie Stadt Rosenheim.

## Organisation (Geschichte)
13 Gemeinden des Landkreises Rosenheim sowie sechs Gemeinden des Landkreises Traunstein waren gemeinsam Mitglied im seit 1912 bestehenden Chiemsee-Tourismusverband, dessen Auflösung Ende 2009 beschlossen wurde, da nach Auffassung der damaligen Landräte der beiden Landkreise jeder Landkreis mit einem eigenen Verband um die Touristen werben solle. In diesem Zusammenhang ebenfalls aufgelöst wurde auch der kleinere Tourismusverband Rosenheimer Land (vormals: KTV Wendelstein), in dem neben der Stadt Rosenheim neun weitere Gemeinden des Landkreises Rosenheim organisiert waren.
Seit dem 1. Januar 2010 werden 46 Gemeinden des Rosenheimer Landkreises und die Stadt Rosenheim als Tourismusregion mit der Kennzeichnung „Chiemsee-Alpenland“ und dem Motto „Berge. Seen. Bayern“ als eigenständige Tourismusregion von der Chiemsee-Alpenland Tourismus GmbH & Co. KG mit Sitz in Bernau/Felden vertreten und beworben.

## Touristische Themenfelder
- Naturerlebnis Alpen und Seen
- Kultur- und Genussregion -Stadt und Land
- Tagen und Feiern
- Gesundheit

Ein Schwerpunkt liegt auf sanftem Tourismus und nachhaltiger Tourismusentwicklung. Sie ist Pilotregion „Barrierefreier Tourismus in Bayern“.

## Touristische Ziele (Auswahl)
- Kloster Herrenchiemsee
- Neues Schloss Herrenchiemsee
- Fraueninsel
- Rosenheim
- Wasserburg am Inn
- Wendelsteinbahn
- Eggstätt-Hemhofer Seenplatte
- Bad Aibling
- Kampenwand